# Elini
Elini là một đô thị tại tỉnh Ogliastra trong vùng Sardinia, có vị trí khoảng 80 km về phía đông bắc của Cagliari và khoảng 11 km về phía tây nam của Tortolì. Tại thời điểm ngày 31 tháng 12 năm 2004, đô thị này có dân số 554 người và diện tích là 10,9 km².
Elini giáp các đô thị: Arzana, Ilbono, Lanusei, Tortolì.